# Крестьянская литература
Крестья́нская литерату́ра – направление в русской литературе, созданное выходцами из крестьян или литераторами, вдохновлёнными крестьянским укладом жизни и мироощущением.

## Истоки
Истоки крестьянской литературы, получившей широкое распространение в XIX — начале XX веках, следует искать в древнерусском фольклоре (плач-причитание, былина, народный эпос, обрядовая поэзия, предание, легенда, народная баллада). В XVI веке окончательно складывается новая форма народного устного эпоса — историческая песня, получившая своё дальнейшее развитие в XVII—XVIII веках (о «злодее-боярине» Годунове, о попе Емеле, об «изменниках-боярах», убивших Ляпунова, о Степане Разине, о Емельяне Пугачёве и т. д.). В XVII веке появляется целый корпус юмористически-смеховых текстов, получивших название демократическая сатира. Основными темами сатирических повестей этого времени были: противоречия между богатыми и бедными («Азбука о голом»), государственная организация пьянства («Праздник кабацких ярыжек»), несправедливый суд («Шемякин суд», «Повесть о Ерше Ершовиче»), формальное благочестие церковников («Повесть о куре и лисице», «Притча о бражнике»), неподобающее поведение среди представителей духовенства («Повесть о попе Савве», «Калязинская челобитная»). Другими популярными народными жанрами XVII—XVIII веков были лирико-эпические песни, сатирические пословицы, сатирические сказки и обличительная народная литература в форме «подметных писем». Одним из самых известных литературных памятников народной поэзии XVII века является песня «Камаринская», отражающая тему социальной борьбы против феодальных порядков.
…сатира XVII века углубила и художественно развила поставленную ещё публицистикой XVI века тему «убого селянина», которого «безщадно», «безмилостивно», «несытно» «истязают», «изгоняют», «порабощают». Сатира распространила это изображение «стражущих тружающихся» и на различные слои трудового населения города-посада. И в этом отношении сатира XVII века органически связывается с демократической литературой XVIII века.

## Первые имена

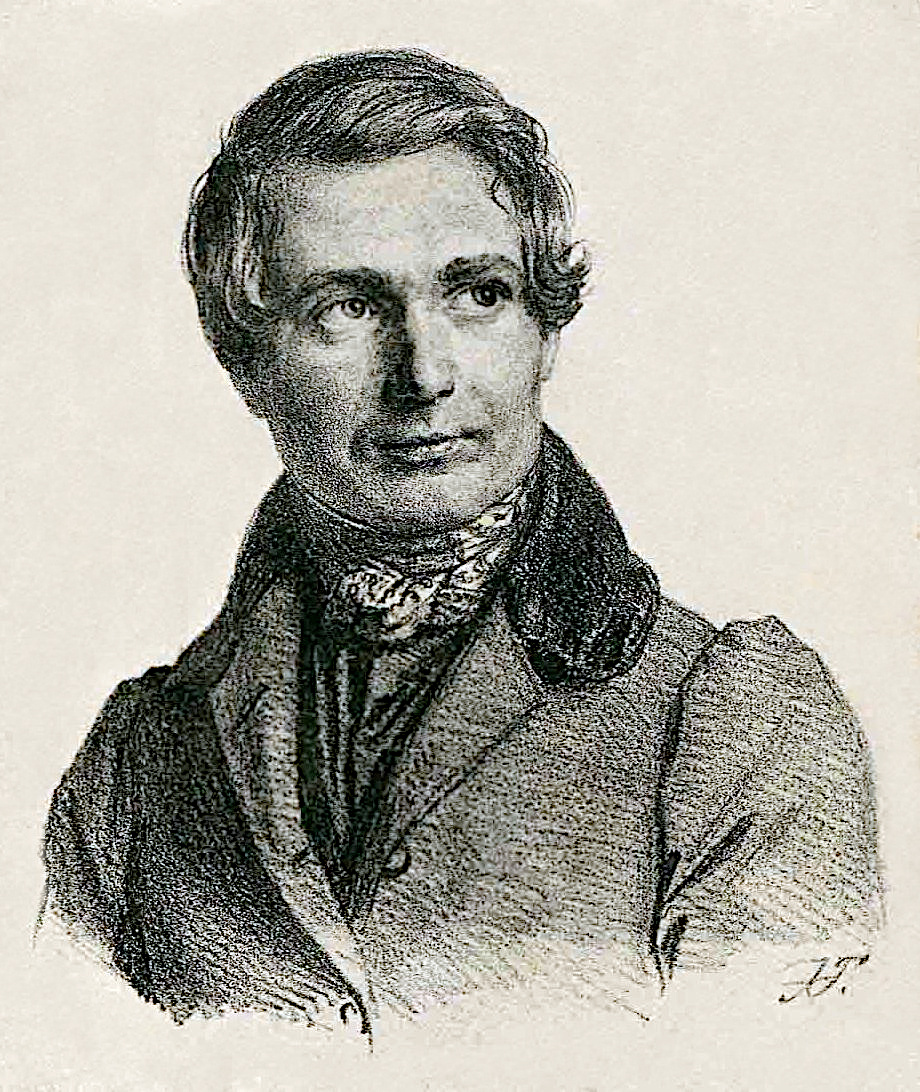
Поэт Алексей Кольцов

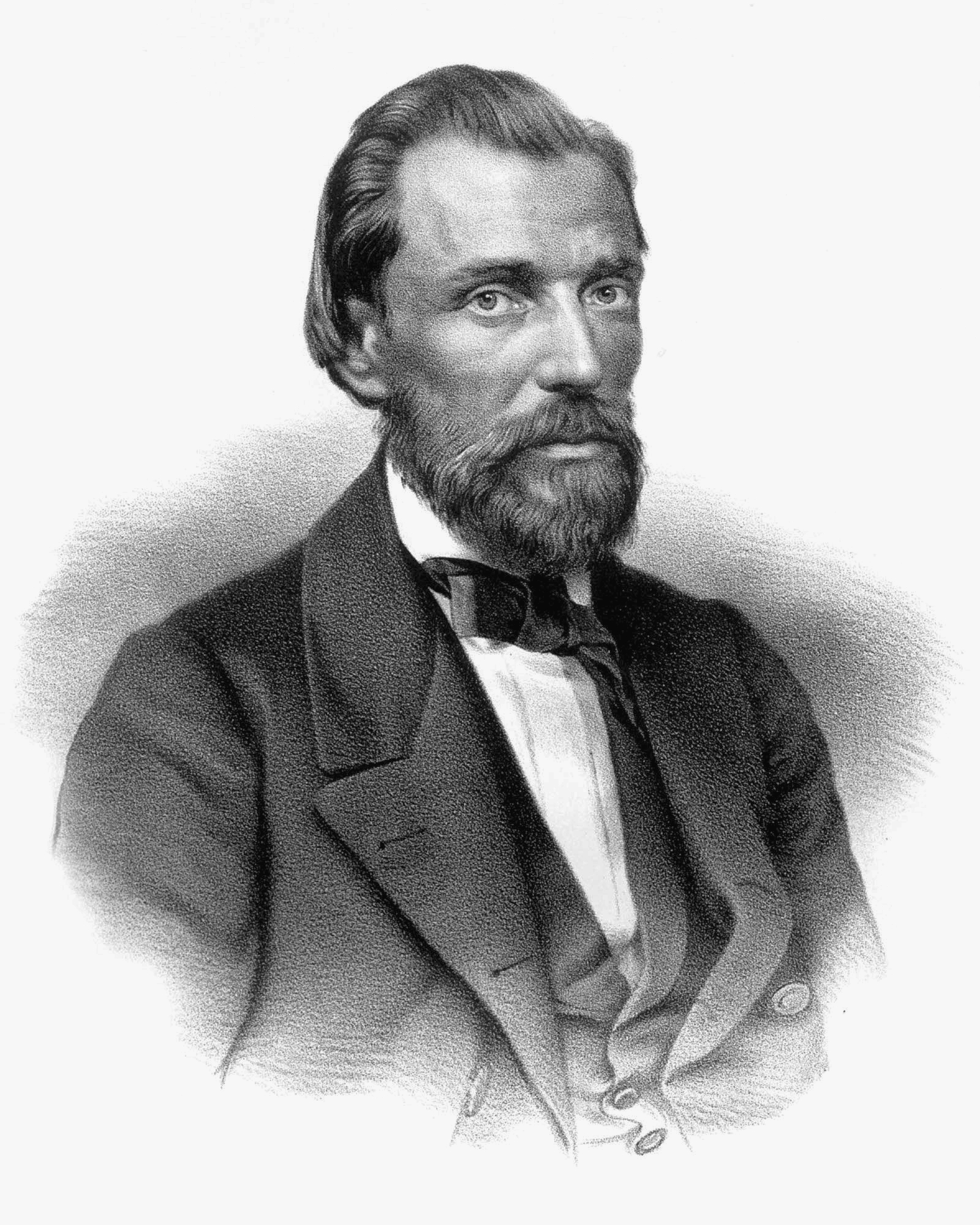
Поэт Иван Никитин

Впервые «поэты-самоучки» из крестьян начинают публиковаться в литературных изданиях в начале XIX века (И. И. Варакин, И. С. Сибиряков, С. Н. Олейничук, Ф. Н. Слепушкин, М. Д. Суханов, Е. И. Алипанов и другие). Первые поэты-крестьяне были выходцами из крепостной среды. К 20-м годам XIX века относится начало творческой деятельности Н. Г. Цыганова и А. В. Кольцова, главным лирическим героем которых становится крестьянин. Учеником А. В. Кольцова стал поэт И. С. Никитин, придавший своим зарисовкам крепостной деревни и городской бедноты гораздо большую степень социального протеста: 
Тяжкий крест несём мы, братья.
Мысль убита, рот зажат,
В глубине души проклятья,
Слёзы на сердце кипят.
Русь под гнетом, Русь болеет;
Гражданин в тоске немой;
Явно плакать он не смеет,
Сын об матери больной!
Нет в тебе добра и мира,
Царство скорби и цепей,
Царство взяток и мундира,
Царство палок и плетей.
Иван Никитин, между 1857 и 1861 гг.
В прозе 1860-х – 1870-х годов многие представители крестьянской литературы были выходцами из крепостной среды (А. Кирпищиков, Ф. Д. Нефедов и другие). Большое влияние на последующие поколения крестьянских поэтов оказало творчество Николая Некрасова. В 1870-е годы интерес к крестьянской жизни также проявляют народники-беллетристы (Глеб Успенский, Николай Златовратский).

## Суриковцы

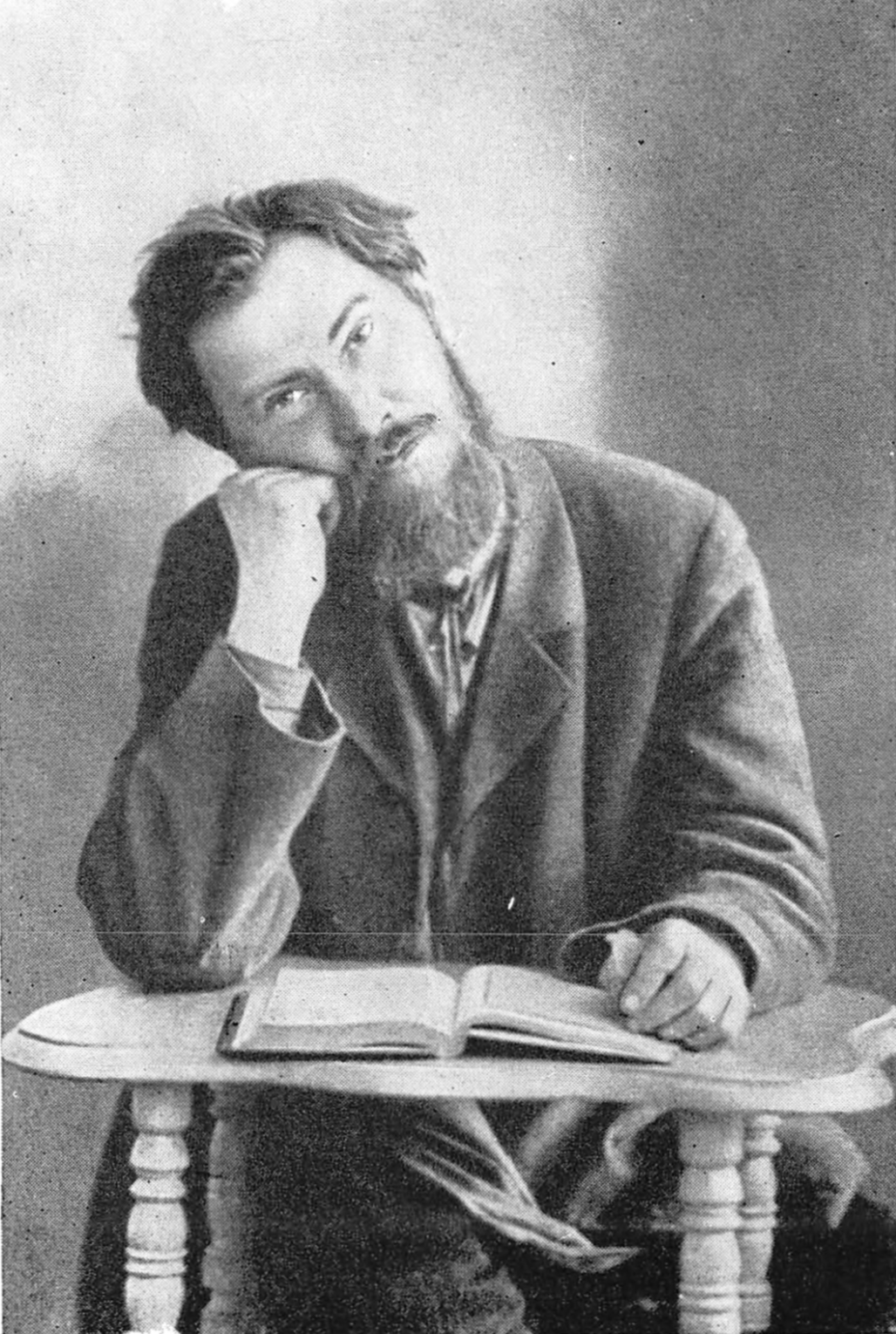
Поэт Иван Суриков

На кольцовских и никитинских традициях формируется школа бытописателей крестьянской жизни, оформившаяся в объединение русских писателей и поэтов, преимущественно самоучек из крестьян и мелких ремесленников. Начало существования кружка было положено Иваном Суриковым в 1872 году публикацией коллективного сборника крестьянских поэтов «Рассвет», в котором помимо Сурикова приняли участие Савва Дерунов, Иван Воронин, Степан Григорьев, Матвей Козырев, Иван Родионов, Алексей Разорёнов, Егор Назаров, Михаил Савин, Дмитрий Жаров, Иван Кондратьев и Иван Тарусин. После смерти Сурикова в 1880 году до 1905 года лидерами суриковцев были Иван Белоусов, Матвей Козырев и Савва Дерунов. Были выпущены сборники «Родные звуки» в 1889 году, «Нужды» и провинциальный сборник «Вологжанин» в 1892 году. 
Вот моя деревня;
Вот мой дом родной;
Вот качусь я в санках
По горе крутой;
Вот свернулись санки
И я на́ бок — хлоп!
Кубарем качуся
Под гору, в сугроб...
Иван Суриков «Детство» (отрывок), 1865
С 1903 года началось объединение разрозненных кружков в Суриковский литературно-музыкальный кружок (располагался в Москве по адресу Садовническая улица, 9). В 1905 году вышел сборник «Под звон кандалов», в котором встречались протестные настроения, его тираж был конфискован, а авторы привлечены к суду. В 1907—1912 годах кружок выпускал газеты «Простое слово» и «Простая жизнь», далее журнал «Молодая воля» и газету «Наша пашня», наиболее долго издавалась газета «Доля бедняка» (1909—1912). Также выходили сатирические журналы «Остряк», «Балагур», «Рожок». Программа изданий тяготела к либеральному народничеству и толстовству. В 1914 году был предпринят выпуск журнала «Друг народа» антивоенной направленности.

В 1900-е годы членами объединения стали Прохор Горохов, Григорий Деев-Хомяковский, Спиридон Дрожжин, Сергей Кошкаров (Заревой), Фёдор Кислов, Максим Леонов, Иван Морозов, Егор Нечаев, Михаил Праскунин, Пётр Травин, Семён Фомин, Иван Назаров, Филипп Шкулёв. В работе кружка также некоторое время принимали участие Сергей Есенин, Николай Клюев, Сергей Клычков, Сергей Обрадович, Александр Ширяевец, Пётр Орешин, Алексей Чапыгин и другие.
В деревне, чуть заря вечерняя займется,
Играет молодежь, сплетаясь в хоровод,
Звучит гармоника и песня раздается
Такая грустная, что за сердце берет.
Но грусть сроднилася с крестьянскою душою,
Она всегда в груди измученной живет
И разгоняется лишь песнею родною.
Отпряжен от сохи, средь поля конь усталый
Пасется в табуне; вхожу я тихо в дом,
Чтоб за ночь отдохнуть и чтоб на зорьке алой
Проснуться и опять с товарищем-конем
На поле целый день трудиться с силой новой,
Взрывая борозды, иль, срезав рожь серпом,
Душистые снопы возить на ток готовый.
А теплый вечер так порой душист и ясен,
Когда разносится народной песни стих.
О, как ее язык и звучен и прекрасен,
Как много слышится в ней мук пережитых!
Спиридон Дрожжин «Летний вечер в деревне», 1906
Помимо деятельности Суриковского кружка, в состав которого входили в основном поэты, продолжалось развитие крестьянской темы в прозе. «Обуржуазивание» русской пореформенной деревни показано в произведениях П. Д. Боборыкина («Василий Тёркин»), И. И. Ясинского, А. И. Эртеля («Гарденины») и Д. Н. Мамина-Сибиряка.

## Новокрестьянская поэзия
Во времена Серебряного века объединение поэтов крестьянского происхождения получило название «новокрестьянские поэты» (в противопоставление крестьянским поэтам Суриковского кружка, однако сами поэты не применяли к себе это наименование). К ним традиционно относят Николая Клюева, Сергея Есенина, Сергея Клычкова, Александра Ширяевца, Петра Орешина, Павла Радимова, Алексея Ганина и Пимена Карпова. Впервые этих литераторов определил как «новокрестьянских поэтов» критик В. Львов-Рогачевский в 1919 году.
При активном содействии Сергея Городецкого и Иеронима Ясинского Николай Клюев и Сергей Есенин принимали участие в деятельности литературно-художественного общества «Краса» (1915), а затем «Страда» (1915—1917), ставивших своей целью способствовать выявлению талантов из народа.

Как и многие другие представители творческой интеллигенции, «новокрестьянские поэты» поначалу встретили с энтузиазмом вооружённый переворот и захват власти в октябре 1917 года. По словам Николая Клюева, смена власти представлялась им тем «золотым рычагом вселенной», который «повернёт к солнцу правды» (Николай Клюев «С родного берега»). Такой же позиции придерживались участники Суриковского кружка, например, Спиридон Дрожжин, написавший в 1918 году:
Прошли века неволи злой
Великого народа,
И долгожданная свобода
Из мрака ясною зарей
Взошла над Русскою землей.
Теперь наш пахарь терпеливый,
Как прежде, с бедною семьей
Не будет плакаться над нивой, —
Всегда довольный и счастливый,
Другие песни запоет

И к свету двинется народ. 
Не менее радостным пафосом встречают изменения Сергей Есенин и Пётр Орешин («Я, Господи» и «Крестный путь»). Однако вскоре у представителей крестьянской литературы наступает полное разочарование в новой эпохе, связанное прежде всего с трагедией крестьянства, установлением репрессивного режима, гибелью традиций и крушением всего дореволюционного уклада. Так, поэт и писатель Аполлон Коринфский писал Спиридону Дрожжину в 1921 году: «…не пишу почти ничего, совершенно придавленный и растерзанный в клочки проклинаемой всеми жизнью при современном архинасильническом режиме».
В первой половине 1920-х гг. «новокрестьянские поэты» всё ещё печатались  журнале А. К. Воронского «Красная новь». В это же время рапповская критика начинает их травлю, давая определение «кулацких», «певцов кулацкой деревни» (критики В. Князев, О. Бескин и другие). 20 ноября 1923 года по доносу было сфабриковано так называемое «дело четырёх поэтов» (Сергей Есенин, Пётр Орешин, Сергей Клычков, Алексей Ганин). В их защиту выступили В. Львов-Рогачевский, А. Эфрос, А. Соболь, М. Герасимов и другие. В итоге дело ограничилось общественным порицанием, однако печатать поэтов практически перестали.

## Всероссийский союз крестьянских писателей
В 1921 году, на базе Суриковского литературно-музыкального кружка, был образован Всероссийский союз крестьянских писателей (ВСКП). Его основной целью было осуществление государственной программы «переделки деревни» в духе «раскрестьянивания», эволюционировавшей к 1927 году в борьбу с «кулацкой» и «мелкобуржуазной» идеологией (то есть с инакомыслием в среде представителей крестьянской литературы). Председателем ВСКП в 1921 году был назначен Г. Д. Деев-Хомяковский. Печатным органом этого литературного объединения стало издание «Красная нива» (под редакцией П. Логинова и Г. Деева-Хомяковского).
Согласно «Литературной платформе Всероссийского Союза крестьянских писателей», опубликованной в журнале «Жернов» 28 октября 1924 года, крестьянским писателем считался только тот писатель, «который тесно связан с трудовыми процессами как на физической, так и на общественно-полезной трудовому крестьянству и пролетариату работе». Здесь же приводились наименования враждебных ВСКП литературных объединений – ВАПП, МАПП, а также имена инакомыслящих писателей, называемых в советской прессе «попутчиками» (Пестюхин, Фокин и другие).
В 1925 году Всероссийский союз крестьянских писателей был переименован во Всероссийское общество крестьянских писателей (ВОКП). К этому времени костяк организации составили беллетристы, работающие в рамках  партийной идеологии: П. И. Замойский (председатель ВОКП в 1926-1929 гг.), М. П. Роги, С. С. Ужгин, А. Дементьев, А. Тарарухин, В. А. Кудашев, Ф. Гирс, Е. Фёдоров, В. Вольский, А. Львов-Марсианин. За образец крестьянской поэзии было поставлено творчество советского пропагандиста Демьяна Бедного. В состав ВОКП также входили такие поэты, как Вятич-Бережных, Ф. Чернышев, В. Горшков, А. Зорский, А. Звягин, Ковынев и другие. В 1929 году ВОКП насчитывало 950 членов.

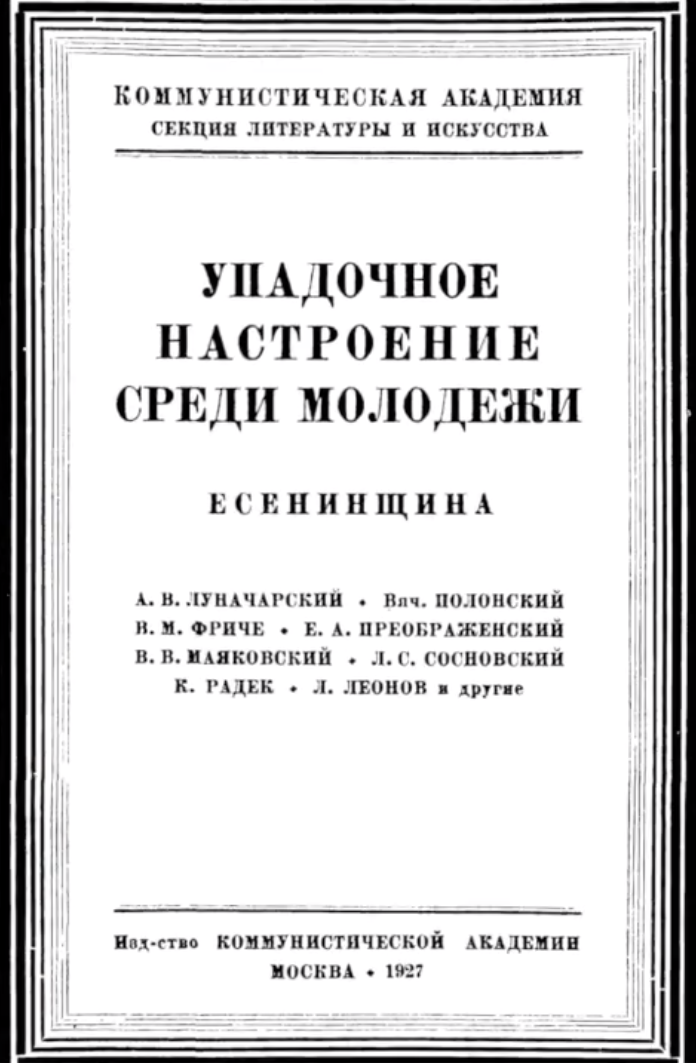
Травля творчества Сергея Есенина и новокрестьянских поэтов, 1927 год

После публикации «Злых заметок» Бухарина в январе 1929 года произошла коренная перестройка ВОКП. Идеологическим рупором организации становится журнал «Земля Советская» (1929-1932). По отношению к «новокрестьянским поэтам» начинается активная публичная травля («Злые заметки» Бухарина, «Об ориентации на массы и опасности царства крестьянской ограниченности» Авербаха, статьи в «Земле Советской»). Председатель ВОКП Замойский выступает с резкой критикой В. П. Полонского, отстаивающего творчество истинных крестьянских писателей и поэтов (Сергей Есенин, Николай Клюев, Сергей Клычков, Вс. Иванов, Ф. И. Панферов, П. В. Орешин, П. Д. Дружинин).

В июне 1929 года в московском Центральном Доме Крестьянина состоялся Первый Всероссийский съезд крестьянских писателей. К этому времени председателем ВОКП уже стал А. Я. Дорогойченко. В принятой съездом резолюции давалось очередное идеологическое толкование понятия «крестьянский писатель», закладывающее основу для кампании по борьбе с неугодными власти крестьянскими литераторами:
Только тот писатель является подлинно крестьянским писателем, который определенно защищает интересы пролетарского и бедняцкого слоев деревни, который умеет отличить среди разных, часто противоречивых интересов среднего крестьянства его основные решающие интересы, связывающие его с социалистическим пролетариатом, который, борясь против кулацко-капиталистической и мелкобуржуазной идеологии, идет к пролетарской идеологии.

Съезд решительно отмежевывается от тех называющих себя «крестьянскими» писателей, которые выражают в своих произведениях интересы и чаяния эксплуататорской, кулацкой части деревни, идеологию классового врага пролетариата и бедняцко-середняцких масс крестьянства. С этой кулацкой литературой подлинно крестьянские писатели ничего общего не имеют и объявляют ей решительную борьбу.
Всё это происходило на фоне насильственного «раскулачивания» и коллективизации, разрушавших многовековые устои крестьянской общины и крестьянского быта. 
«Травля этих поэтов – Николая Клюева, Сергея Клычкова, Петра Орешина – началась с середины и очень усилилась ко второй половине 20-х годов, что совпало с общим отношением к крестьянству, к необходимости его уничтожения, раскулачивания и полного его перерождения как класса, так что здесь политика и идеология борьбы с крестьянским началом, народным началом шли рука об руку, и вот, к сожалению, первыми жертвами этой линии стали люди из крестьянской интеллигенции, не только поэты, но и прозаики, и ученые, если вспомним Чаянова и его школу, и экономисты, которые считали, что крестьянство нужно сохранить и развивать, а не переделылвать в полурабочий класс и в полукрепостное состояние» (из интервью Станислава Куняева, 1989 год).
Именно в это время в творчестве «новокрестьянских поэтов» и литераторов их круга (Павел Васильев, Василий Наседкин, Иван Приблудный) начали звучать оппозиционные настроения. Так, в 1931 году поэт Павел Васильев пишет самоубийственную эпиграмму на Сталина, а также произведения «Старая Москва» и «Кулаки»; Николай Клюев создаёт «Песнь о Великой Матери» и «Погорельщину», в которой представляет образ страдающей и гибнущей в муках крестьянской России.
К крестьянским писателям этого времени, критически осмысливавшим происходящее, также можно отнести И. Макарова («Остров», «Стальные рёбра», «Голубые поля»), Геннадия Гора («Корова»), И. М. Касаткина, Н. И. Кочина («Девки», «Тарабара», «Деревенские дневники»), С. П. Подъячева, И. Е. Вольнова, А. С. Неверова («Бабы»), Алексея Тверяка («На отшибе», «Передел», «Две судьбы», «Нечистая сила»), Ф. И. Панферова («Бруски»), М. Сивачёва («Жёлтый дьявол»), Д. Стонова («Рассказы»), Л. Завадовского («Песнь седого волка»), И. Сельвинского («Уляляевщина»), В. Шишкова («Ватага»), Л. Н. Сейфуллину («Перегной»), Л. Леонова («Барсуки»), В. Опалова («Пойма»), Сергея Третьякова («Вызов») и других.
Тема насильственной коллективизации также поднимается в произведениях Андрея Платонова («Впрок» и «Котлован»), Ивана Шухова («Ненависть»), Андрея Новикова («Гоночное поле»), Павла Дорохова («Крепость»), Сергея Буданцева («Рассказ о труде»), Николая Заболоцкого («Торжество земледелия»), Ивана Трусова («Зависть»), Николая Зарудина («В народном лесу») и других.
В 1931 году ВОКП было переименовано во Всероссийское объединение пролетарско-колхозных писателей. Однако уже в 1932 году это объединение, как и все другие творческие союзы в стране, было ликвидировано. В соответствии с постановлением Политбюро ЦК ВКПб «О перестройке литературно-художественных организаций» (апрель 1932 года) создавался единый и контролируемый властью Союз писателей.

## Сталинский террор
Травля «новокрестьянских поэтов» не прекращалась и после ликвидации Всероссийского объединения пролетарско-колхозных писателей и создания единого Союза писателей. В своём выступлении 3 апреля 1933 года Гронский так охарактеризовал их творчество, используя риторику тоталитарного государства: «Говоря откровенно, эти "крестьянские" поэты не друзья, а враги народа или отошедшие в сторону сторонние наблюдатели. Возьмите творчество Клюева, Клычкова и Павла Васильева за последние годы. Что из себя представляет это творчество? Каким социальным силам оно служило? Оно служило силам контрреволюции. Объективно оно служило силам контрреволюции».
Почти все представители «новокрестьянской поэзии» и многие другие видные крестьянские литераторы подверглись репрессиям и физическому уничтожению во времена сталинского массового террора: Алексей Ганин был расстрелян в 1925 году, в 1937-1938 годах были расстреляны Николай Клюев, Сергей Клычков, Пётр Орешин, Павел Васильев, Артём Весёлый, Леонид Завадовский, Иван Приблудный, Василий Наседкин, Алексей Тверяк, Иван Макаров, Николай Зарудин, Иван Катаев и многие другие. Все вышеперечисленные литераторы были посмертно реабилитированы.
В 1937 году был репрессирован и до 1943 года отбывал наказание в сталинских лагерях Адриан Топоров. Он является создателем первого и единственного в мире опыта крестьянской критики художественной литературы («Крестьяне о писателях»). С 1920 по 1932 годы он проводил с неграмотными и полуграмотными крестьянами чтение и обсуждение мировой классической и советской литературы. Рукопись книги была уничтожена, а вышедшие в печать экземпляры изъяты из библиотек и книготорговой сети из-за положительных отзывов крестьян о «врагах народов».

Только согласно выявленным данным из доступных архивных документов Виталием Шенталинским было установлено, что за годы советской власти репрессиям подверглись более трёх тысяч литераторов,  при этом «примерно две тысячи из них были расстреляны, погибли в тюрьмах и лагерях, так и не дождавшись свободы».
«Ущерб, причиненный репрессиями и грубым вмешательством власти в творческий процесс, не поддается оценке. Можно лишь догадываться, какие произведения человеческого гения не увидели свет, потому что их авторы с лихвой ощутили на себе разрушительное воздействие никем и ничем не ограниченной власти. Для одних трагическим результатом этого соприкосновения с тоталитарной системой явились ненаписанные книги, несыгранные роли, незавершенные художественные полотна, искалеченные творческие судьбы, изломанные биографии. Другим пришлось заплатить ценой собственной жизни».

А. Н. Артизов / Альманах «Россия. XX век». 
В последующие годы наследие крестьянских поэтов и писателей оставалось практически неизвестным читателю, за исключением поэзии С. А. Есенина, которая, впрочем, также находилась долгое время под запретом, но ранее других получила официальное признание и стала издаваться. Творчество остальных представителей «новокрестьянской поэзии» по-настоящему вернулось к читателю лишь с середины 1980-х гг.

## Деревенская проза
Традиции крестьянской литературы были продолжены после смерти Сталина представителями так называемой «деревенской прозы». В 1950-е годы это было связано с критическим переосмыслением коллективизации и колхозного строя («Очерки о колхозной жизни» Валентина Овечкина, творчество Александра Яшина, Анатолия Калинина, Ефима Дороша).
К 1960-м годам оформилось целое направление в отечественной литературе, наиболее яркими представителями которого стали Александр Солженицын («Матрёнин двор»), Фёдор Абрамов («Братья и сёстры», «Деревянные кони»), Василий Белов («Привычное дело», «Кануны»), Валентин Распутин («Прощание с Матёрой»), Сергей Залыгин («На Иртыше»), Борис Можаев («Живой», «Мужики и бабы»), Виктор Астафьев («Царь-рыба»), Иван Акулов («Касьян Остудный»). К представителям деревенской прозы младшего поколения относят Владимира Солоухина, Василия Шукшина («Любавины»), Владимира Крупина («Живая вода») и других. Тема коллективизации также поднимается в это время в творчестве Александра Твардовского («По праву памяти») и Сергея Антонова («Овраги»).